# Западна група партизанских одреда 6. корпуса НОВЈ
Западна група народноослободилачких партизанских (НОП) одреда Шестог славонског корпуса НОВЈ је била партизанска формација у саставу Народноослободилачке војске и партизанских одреда Југославије током Другог светског рата у Хрватској.

## Историјат
Првобитно је била у саставу 2. хрватског корпуса НОВЈ, формирана је 22. септембар 1943. у Славонији од Посавског, Даруварског и Билогорског НОП одреда. Средином октобра 1943. у саставу Групе формиран је 1. посавски ударни батаљон који је 26. октобра ушао
у новоформирану Чехословачку НО бригаду Јан Жишка; до 3. новембра она је била у саставу Групе. Крајем децембра 1943. Западна група одреда је имала 1428 бораца наоружаних са 864 пушке, 10 аутомата, 42 пушкомитраљеза, 12 митраљеза и 2 минобацача. Дејствовала је, углавном, у Славонији, а повремено у Мославини, Бјеловарском округу и Подравини. Јединице Западне група одреда учествовале су 6/7. новембра у нападу на Вировитицу, 17. децембра воде жестоке борбе код Шпишић—Буковице, 19. и 20/21. јануар 1944. код Великог Тројства (близу Бјеловара), 4. марта код Липика, Субоцког Града и Ковачевца и 27/28. марта код Липика. Ноћу 16/17. априла између Винковаца и Новске Западна је порушила пругу на 70 места ; од 26. априла до 10. маја садејствује јединицама 6. корпуса НОВЈ у одбијању напада јаких немачких и усташке-домобранских снага; 7. јуна води борбе у ширем рејону Пакраца, а 14. и 15. јуна код Великог Грђевца и Велике Писанице. Ноћу 5/6. јуна и 9/10. јуна Западна група одреда је порушила железничку пругу Београд—Загреб на 146 места; јединице Западне групе одреда су 20. јуна између Банове Јаруге и Пакраца порушиле 8 железничких мостова, 20/21. јуна између Великог Грђевца и Бјеловара 7 км пруге, а 27. јуна између Банове Јаруге и Пакраца на 80 места; 7. августа водила је жестоке борбе код Рајића (близу Окучана) и код Западне група одреда Корија (код Вировитице), 10. августа код Православне Шаговине, док су 14. септембра 1944. учествовале при ослобађању Липика. У другој половини септембра Западне група одреда је расформирана.